# Sigmund Lebert

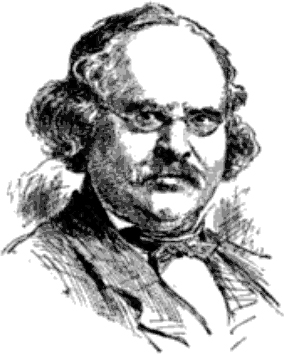
Sigmund Lebert

Sigmund Lebert, ursprünglich Samuel Levi (bis 1846) (* 12. Dezember 1821 in Ludwigsburg; † 8. Dezember 1884 in Stuttgart) war ein deutscher Musikpädagoge und Mitgründer der Stuttgarter Musikschule.

## Leben
Sigmund Lebert entstammte einer jüdischen Familie und wuchs in ärmlichen Verhältnissen in Ludwigsburg auf. Nachdem sein musikalisches Talent aufgefallen war, ging Lebert 1835 nach Stuttgart, wo ihn Joseph Abenheim (1804–1891), Violinist an der württembergischen Hofkapelle, im Klavierspiel und in der Harmonielehre unterrichtete. Außerdem erhielt Lebert eine Gesangsausbildung. Abenheim gelang es, für seinen Schüler bei der Israelitischen Oberkirchenbehörde in Stuttgart ein Stipendium zu erwirken. Diese Unterstützung sowie Honorare, die er für Klavierunterricht erhielt, ermöglichten es Lebert, von 1837 bis 1839 am Prager Konservatorium, unter anderem bei Johann Wenzel Tomaschek (1774–1850), Friedrich Dionys Weber (1766–1842), Josef Proksch (1794–1864) und Sigmund Goldschmidt (1815–1877) zu studieren.
1839 kehrte er nach Stuttgart zurück und lebte bei seinem älteren Bruder Jakob Levi (1814–1883), der als Hofmusiker beschäftigt war. Sigmund Lebert arbeitete als Klavierlehrer und setzte seine musikalische Ausbildung bei Bernhard Molique (1802–1869), Königlichem Musikdirektor und Konzertmeister in Stuttgart, fort. Mitte der 1840er Jahre war Lebert als Musiklehrer an einer Schule in Ludwigsburg tätig. Lebert konvertierte 1846 zum Deutschkatholizismus, der in der Epoche des Vormärz als oppositionelle, freireligiöse Bewegung entstanden war. 1850 übersiedelte er nach München, wo er sich als Klavierlehrer einen Namen machte und u. a. die siebenjährige Sophie Menter unterrichtete. Lebert knüpfte in der Musikszene, die sich zur Zeit Maximilians II. in München gebildet hatte, zahlreiche Kontakte. Er lernte den Pianisten und Komponisten Ludwig Stark (1831–1884) kennen, der sein enger Mitarbeiter wurde.
Nachdem Lebert wieder nach Stuttgart gezogen war, gründete er 1857 gemeinsam mit Ludwig Stark, dem Kirchenmusiker Immanuel Faißt (1823–1894) sowie dem Musiklehrer und Komponisten Wilhelm Speidel (1826–1899) die Stuttgarter Musikschule. Zuvor konnten sie einige einflussreiche Stuttgarter Bürger für ihre musikpädagogische Idee gewinnen. Am 15. April 1857 nahm die Musikschule im Reilenschen Haus in der Eberhardstraße 1 mit 60 Schülern den Unterrichtsbetrieb auf. Nach dem Willen ihrer Gründer erfüllte die Schule eine doppelte Funktion: Sie war Ausbildungsstätte für professionelle Musiker und gleichzeitig Musikschule für Laien in der so genannten „Dilettantenklasse“. 1865 wurde die Lehranstalt in Konservatorium für Musik umbenannt. Erst nach dem Ersten Weltkrieg wurden die beiden didaktischen Schwerpunkte der Schule endgültig getrennt. Für die Musikerziehung breiter Bevölkerungskreise wurde 1919 das Neue Konservatorium für Musik, die heutige kommunale Stuttgarter Musikschule, gebildet. Für die Ausbildung von Berufsmusikern war ab 1921 die staatliche Württembergische Hochschule für Musik zuständig (heute: Hochschule für Musik und Darstellende Kunst Stuttgart). Bereits Sigmund Lebert hatte namhafte Lehrkräfte gewonnen und konnte der Stuttgarter Musikschule einen herausragenden Platz unter den deutschen Konservatorien ihrer Zeit sichern.
1858 veröffentlichten Sigmund Lebert und Ludwig Stark in der Cotta’schen Verlagsbuchhandlung die erste Auflage ihres zunächst dreibändigen Werkes „Große theoretisch-praktische Klavierschule für den systematischen Unterricht nach allen Richtungen des Klavierspiels vom ersten Anfang bis zur höchsten Ausbildung“. Mit der zweiten Auflage 1863 fügten sie einen vierten Band hinzu. Bis 1914 erlebte die „Klavierschule“ zahlreiche Neuauflagen und war ein ausgesprochen beliebtes Lehrbuch für den Klavierunterricht. Es erschienen auch englische, französische, russische und italienische Ausgaben, letztere beim Mailänder Musikverlag Ricordi unter dem Titel „Gran Metodo Teorico-Practico per lo Studio del Pianoforte“, die ebenfalls weite Verbreitung fand.
Lebert und Stark versuchten in ihrer „Klavierschule“ erstmals, klaviertechnische Probleme systematisch darzustellen und methodisch zu lösen. 50 Jahre lang galt ihr Kompendium als Standardwerk im Klavierunterricht. Doch die von ihnen empfohlene Spielmethode, eine isolierte Finger- und Handtechnik, bei der der Arm stets ruhig bleiben sollte, galt ab 1900 als veraltet und wurde zunehmend abgelehnt. Rudolf Maria Breithaupts (1873–1945) „natürliche Klaviertechnik“ begann sich durchzusetzen. 
Sigmund Lebert beschäftigte sich intensiv mit der wissenschaftlich sorgfältigen Herausgabe von Musikliteratur. Zusammen mit Franz Liszt, der ihm freundschaftlich verbunden war, publizierte er z. B. eine Bearbeitung der Klavierkonzerte Ludwig van Beethovens und unter Mitwirkung von Ignaz Lachner, Vinzenz Lachner sowie Immanuel Faißt entstanden Bearbeitungen der Klavierwerke Wolfgang Amadeus Mozarts.
Zu Leberts Schülern zählten u. a. die Pianistinnen Anna Mehlig (1846–1928) und Sophie Menter (1846–1918), der Komponist Otto Barblan (1860–1943) und der Klavierpädagoge Adolf Ruthardt (1849–1934).

## Auszeichnungen
- 1868 ernannte König Karl von Württemberg Sigmund Lebert zum Professor.
- 1878 wird ihm die Ehrendoktorwürde der Philosophischen Fakultät der Universität Tübingen verliehen
- 1881 und 1882 wurde Lebert anlässlich des Erscheinens der italienischen Ausgabe der „Klavierschule“ jeweils mit der Ehrenmitgliedschaft der Cäcilien-Akademie in Rom, der Philharmonischen Akademie in Bologna und der Akademie des Königlichen Musikinstituts in Florenz geehrt.
- 1882 erhielt Lebert die Große Goldene Medaille für Kunst und Wissenschaft des Königreichs Württemberg.

## Schriften
- Sigmund Lebert; Ludwig Stark: Grosse theoretisch-praktische Klavierschule für den systematischen Unterricht. Stuttgart, 1858 (Digitalisat).